# Rodolphe Lindt

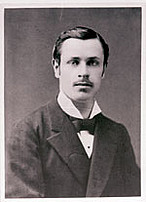
Rodolphe Lindt (1880)

Rodolphe Lindt, na verdade Rudolf Lindt, (Berna, 16 de julho de 1855 — ibid., 20 de fevereiro de 1909) foi um  fabricante de chocolate e inventor suíço. Foi o fundador da fábrica de chocolates Lindt (hoje Lindt & Sprüngli) e o inventor da conchagem, em 1880, e outros métodos para melhorar a qualidade do chocolate.

## Vida
Lindt nasceu em 16 de julho de 1855 em Berna, filho do farmacêutico e político Johann Rudolf Lindt e sua esposa Amalia Eugenia Salchli. Entre 1873 e 1875 ele fez um aprendizado em Lausanne com a empresa de chocolate Amédée Kohler & Fils, então gerenciado pelos filhos de Charles-Amédée Kohler. Em 1879, ele fundou sua própria fábrica de chocolate no Mattequartier, uma seção da Cidade Velha de Berna.
Em dezembro de 1879, ele conseguiu melhorar a qualidade do chocolate com o desenvolvimento da máquina de conchagem, um dispositivo de agitação longitudinal que dá uma consistência mais fina e permite que os aromas indesejados evaporem. Ele foi um dos primeiros fabricantes de chocolate a adicionar manteiga de cacau de volta à massa de chocolate. Essas duas inovações contribuíram muito para a alta qualidade do chocolate suíço.

Em 1899, Lindt vendeu sua fábrica e o segredo da conchagem para a Chocolat Sprüngli AG, que desde então é comercializada como Chocoladefabriken Lindt & Sprüngli AG. Sprüngli pagou 1,5 milhão de francos ouro pelos direitos de comercialização e pela receita.